# Альпийские охотники
Альпийские Охотники (итал. Cacciatori delle Alpi) — это специальное военное подразделение, созданное Джузеппе Гарибальди в городе Кунео 20 февраля 1859 года для помощи Сардинской армии в освобождении северной Италии в Австро-итало-французской войне 1859. Насчитывали 5 полков и два батальона Генуэзских берсальеров.
Как видно из названия подразделения, они проводили операции в Альпах. Альпийские Охотники отличились в сражениях с австрийцами: Битва при Варезе и Битве при Сан-Фермо в Комо, оба из которых завершились итальянской победой.
Также они участвовали в Австро-итальянской войне 1866 года, воюя на прусской стороне против Австрии. 40 000 итальянских добровольцев добились победы в сражении при Бецекке 21 июля 1866 года и практически вышли к городу Тренто.